# Willie Nelson
Willie Hugh Nelson (ur. 29 kwietnia 1933 w Abbott w Teksasie) – amerykański piosenkarz country, kompozytor i aktor.
W 1985 wziął udział, razem z artystami Stanów Zjednoczonych, w nagraniu piosenki pod tytułem „We Are the World” skomponowanej przez Michaela Jacksona i Lionela Richie, by zebrać fundusze na walkę z głodem w Etiopii, spowodowanym suszą z lat 1984–1985.
W 2023 został wprowadzony do Rock and Roll Hall of Fame.

## Życiorys

### Wczesne lata i początki kariery
Willie Nelson urodził się i dorastał w Abbott w stanie Teksas jako syn Myrle Marie (z domu Greenhaw) i Iry Doyle’a Nelsona, który był mechanikiem. Ojciec był pochodzenia angielsko-irlandzkiego, a matka irlandzko-czirokeskiego. Gdy Willie miał 6 lat, jego dziadkowie, William Alfred Nelson i Nancy Elizabeth Smothers zasponsorowali mu lekcje muzyczne ze sprzedaży wysyłkowej. Już rok później przyszły muzyk napisał swą pierwszą piosenkę, a w wieku 9 lat grał na gitarze w lokalnym zespole (jego siostra Bobbie grała w tej samej grupie na pianinie). Tam też spotkał Buda Fletchera, który był skrzypkiem. Podczas pobytu w szkole średniej, był członkiem organizacji Future Farmers of America zajmującej się polepszaniem standardów życia uczniów pochodzących z uboższych rodzin.

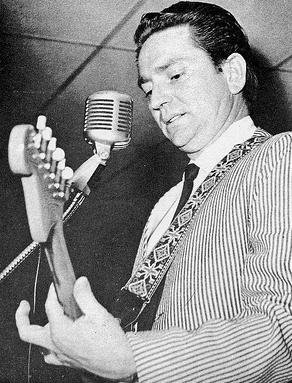
Willie Nelson (1965)

Początkowo w szkole średniej, Nelson pracował jako didżej w lokalnych stacjach radiowych. Miał także podpisaną krótkoterminową umowę ze stacją [KHBR (AM) w Hillsboro w stanie Teksas, a później także z KBOP w Pleasanton. W tym samym czasie śpiewał w miejscowych barach zwanych honky tonk (grających muzykę charakterystyczną dla południowych i południowo-zachodnich obszarów USA.
Nelson ukończył Abbott High School w roku 1951. W tym samym roku wstąpił do United States Air Force, lecz po 9 miesiącach został wydalony z powodu problemów z kręgosłupem. Następnie w 1954 przez rok studiował rolnictwo na uczelni Baylor University.
W roku 1956 muzyk przeprowadził się do Vancouver w stanie Washington. Tam też rozpoczął muzyczną karierę nagrywając utwór „Lumberjack”, którego autorem był Leon Payne. Singiel sprzedał się całkiem dobrze, lecz nie wpłynął zbyt znacznie na rozwój kariery Nelsona. Piosenkarz kontynuował prace jako spiker radiowy w Vancouver i nadal śpiewał w klubach. Sprzedał za 100 dolarów utwór „Family Bible”. Nabywcą był Claude Gray – muzyk country, dla którego w 1960 roku piosenka okazała się być dużym hitem. „Family Bible” była też wielokrotnie nagrywana przez różnych muzyków, a także często jest uważana za klasyka z rodzaju muzyki gospel.

### Jako popularny tekściarz
W 1960 Nelson przeniósł się do Nashville w stanie Tennessee, lecz miał problem z podpisaniem kontraktu z wytwórnia płytową. Po dłuższym czasie udało mu się jednak podpisać umowę z firmą Pamper Music. Po tym jak Ray Price nagrał stworzoną przez Nelsona piosenkę „Night Life” (podobno najczęściej coverowaną piosenkę country; „Night Life” została nawet nagrana przez zabójcę i niedoszłego muzyka – Charlesa Mansona), Nelson dołączył do zespołu Raya Price’a jako basista. Podczas występów z Pricem i zespołem Cherokee Cowboys, wiele piosenek Nelsona stało się hitami dla najważniejszych muzyków country i pop. Można tu wymienić między innymi: „Funny How Time Slips Away” (Billy Walker), „Hello Walls” (Faron Young), „Pretty Paper” (Roy Orbison) i najsłynniejsze, „Crazy” (Patsy Cline). W 1980 Willie wydał wraz z Rayem Price album pod tytułem San Antonio Rose. W 1961 Nelson współpracował z wytwórnią Liberty Records i wydał dla niej kilka singli, w tym „Willingly” (nagrana z żoną muzyka, Shirley Collie) i „Touch Me." Muzyk nie był w stanie podtrzymywać błyskawicznie rozwijającej się kariery, dlatego też ta zatrzymała się na jakiś czas. Nagrania demo z ówczesnych lat zostały odnalezione długo potem i wydane na albumie Crazy: The Demo Sessions w roku 2003.

### Okres Austin
W roku 1965, Nelson rozpoczął współpracę z RCA Victor Records i dołączył do Grand Ole Opry – najważniejszej na świecie audycji country. W tym samym okresie wydał kilka albumów inspirowanych brzmieniami Nashville Sound, których większość została wyprodukowana przez Cheta Atkinsa. Na początku lat siedemdziesiątych, Willie przeniósł się do Austin w stanie Teksas. W owym czasie, w Austin zaczynała rozwijać się znacząca scena muzyczna inspirowana ruchami hipisowskimi. Wtedy też, po kilku latach przerwy Nelson zdecydował się na powrót do muzyki. Jego popularność w Austin gwałtownie rosła, ponieważ był gitarzystą we własnym już zespole. Wypracował sobie swój własny styl czerpiący z takich gatunków jak: rock and roll, jazz, western swing, czy folk.
W połowie lat siedemdziesiątych, Nelson nabył posiadłość niedaleko jeziora Travis w Austin i otworzył tam kompleks Pedernales Country Club, w tym studio nagraniowe o nazwie Perdernales. Studio w połowie lat dziewięćdziesiątych zostało poddane gruntownej odnowie i już wkrótce stało się jednym z najpopularniejszych studiów nagraniowych w kręgach największych muzyków. Cały kompleks zawiera w sobie dziewięciodołkowe pole golfowe, kilka kortów tenisowych oraz pływalnię z basenem olimpijskiej wielkości.

### Outlaw country

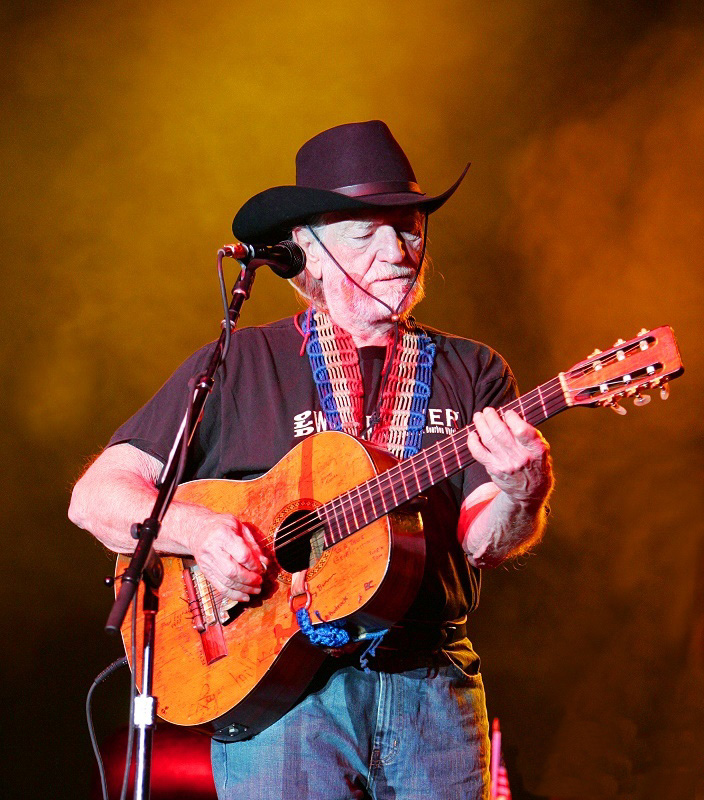
Willie Nelson podczas koncertu w Santa Ynez (Kalifornia) (2006)

Nelson współpracował także z wytwórnią Atlantic Records, gdzie zrealizował album Shotgun Willie (1973), który zdobył bardzo przychylne recenzje, lecz nie sprzedał się zbyt dobrze. Następny był koncept album Phases and Stages z 1974, zainspirowany pierwszym rozwodem muzyka. Zawierał wydany na singlu hit „Bloody Mary Morning.” Była to płyta, kończąca współpracę Nelsona z wytwórnią Atlantic. Odtąd pracował z Columbia Records, gdzie gwarantowano mu całkowitą kontrolę nad własną twórczością. Rezultatem był popularny koncept album Red Headed Stranger z 1975. Zarząd Columbii był niechętny wobec płyty, której akompaniament opierał się przede wszystkim na gitarze i pianinie, jednak Nelson oraz Waylon Jennings uparli się, by nie zmieniać jej formy. Album po ukazaniu okazał się być wielkim wydarzeniem, częściowo dzięki coverowi popularnej piosenki „Blue Eyes Crying in the Rain” (napisanej przez Freda Rose w 1945). „Blue Eyes Crying in the Rain” został pierwszym numerem jeden Williego.
Obok Nelsona, Waylon Jennings był muzykiem, który świętował równie wielki sukces w muzyce country we wczesnych latach siedemdziesiątych. Obaj artyści zaczęli wkrótce być kojarzeni jako prekursorzy nurtu outlaw country („outlaw” – ang. „banita” – stąd, że nurt nie wywodził się ze standardów Nashville). Wizerunek „outlaw” Nelsona został zacementowany albumem Wanted! The Outlaws (1976, z Waylonem Jenningsem, Jessi Colter i Tompall Glaser). Była to pierwsza w dziejach płyta country, która rozeszła się w platynowym nakładzie. Nelson utrzymał się na szczytach zestawień za pomocą piosenek wydanych w późnych latach siedemdziesiątych („Good Hearted Woman” (duet z Jenningsem), „Remember Me”, „If You've Got the Money I've Got the Time”, „Uncloudy Day”, „I Love You a Thousand Ways”, i „Something to Brag About” (duet z Mary Kay Place).
W 1978, Nelson wydał kolejne albumy, którym również udało się pokryć platyną. Były to Waylon and Willie (duet z W. Jenningsem zawierający „Mammas Don't Let Your Babies Grow Up to Be Cowboys,” który parę lat wcześniej został napisany i wydany jako singiel przez Eda Bruce), oraz Stardust, wyjątkowy album z popularnymi utworami. Mimo że wiele osób uważało, iż Stardust zrujnuje karierę piosenkarza, nagranie okazało się być jednym z najlepszych w jego karierze. Willie ma na koncie wydaną w tamtym okresie, godną uwagi płytę długogrającą „Half Nelson"”, na której gościli m.in. tacy artyści jak Ray Charles.

### Kariera aktorska

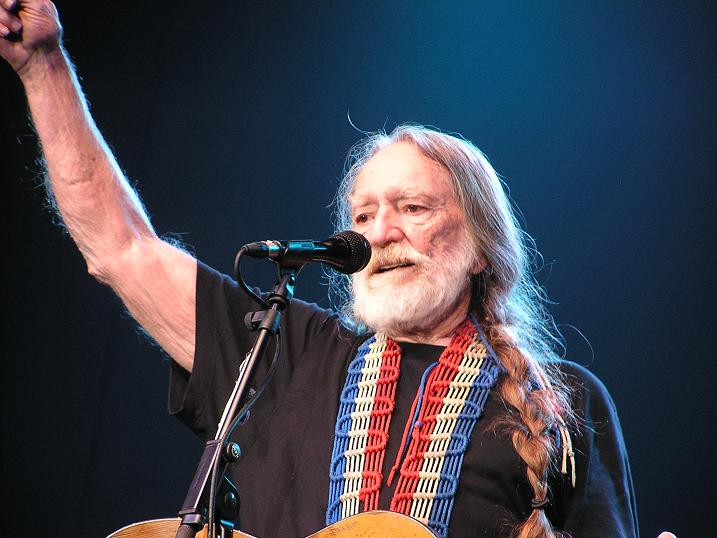
Willie Nelson podczas występu w Cardiff, styczeń 2007

Kariera aktorska Nelsona zaczęła się od występu w filmie The Electric Horseman (1979). Był nominowany do Oscara za najlepszą piosenkę oryginalną „On the Road Again” w melodramacie muzycznym Jerry’ego Schatzberga Honeysuckle Rose (1980), gdzie zagrał piosenkarza country Bucka uwikłanego w romantyczny trójkąt z Viv (Dyan Cannon) i Lily (Amy Irving), córką jego długoletniego muzycznego pomocnika. Kolejne produkcje z udziałem muzyka to: Złodziej (Thief, 1981) i Barbarosa (1982). W roku 1982 pojawił się w jako „Red Loon” w Coming Out of the Ice z Johnem Savage. W 1984 wystąpił w filmie Songwriter (gościnnie pojawił się tam też Kris Kristofferson), a dwa lata później w telewizyjnej produkcji Stagecoach (z Johnnym Cashem). Następnie Willie otrzymał główną rolę w filmowej ilustracji jego albumu Red Headed Stranger (1986). Po pewnej przerwie stanął znów przed kamerą w Wag the Dog (1997), Gone Fishin (1997) jako Billy 'Catch' Pooler, The Dukes of Hazzard (2005) i Surfer, Dude (2008).
Nelson nie przestawał występować od czasu swego debiutu, lecz zazwyczaj były to niewielkie role. Niektóre z nich wywindowały Nelsona na status zwolennika marihuany. Jednym z najbardziej popularnych epizodów artysty był występ w Half Baked, gdzie pojawił się jako starzec – „Historian Smoker” który paląc marihuanę, przypominał sobie całą młodość. Nelson pojawił się też jako on sam w filmie z 2006 roku Beerfest. Zagrał tam człowieka poszukującego wspólników, którzy mogliby dołączyć do niego w fikcyjnych mistrzostwach świata w paleniu marihuany odbywających się w Amsterdamie. W tym samym czasie muzyk nagrał „Weed with Willie” z Tobym Keithem.
Gościnnie wystąpił także w serialach: Miami Vice (epizod z 1986 jako „El Viejo”), Delta, Nash Bridges, Simpsonowie, Detektyw Monk, Doktor Quinn, Bobby kontra wapniaki, Kości oraz w The Colbert Report i Space Ghost Coast to Coast. Zagrał muzyka i tekściarza country Johnny’ego Deana w filmie z 1997 Wag the Dog.
W 2008 Willie Nelson pojawił się w komediodramacie Najważniejszy głos (Swing Vote), gdzie zagrał samego siebie, idola bohatera granego przez Kevina Costnera.
W 2016 pojawił się w filmie Zoolander 2 (występ cameo).

### Gitara Trigger
Najbardziej chyba kojarzonym instrumentem Williego Nelsona jest gitara akustyczna Trigger. W 1969 roku poprzednia gitara Nelsona uległa nieodwracalnym uszkodzeniom (nadepnął na nią pijany bywalec baru, w którym Nelson występował) i muzyk zmuszony został do sprawienia sobie nowego instrumentu. Był to Martin N-20 zakupiony w sklepie Shota Jacksona (gitarzysty i lutnika z Nashville). Jak czytamy w artykule magazynu TopGuitar: "Pięćdziesiąt lat później – po niezliczonych koncertach, sesjach nagraniowych, jam session w oparach dymu i alkoholu gitara wygląda niesamowicie – można powiedzieć, że zestarzała się wraz z właścicielem, dopasowując się do jego wyglądu. Obok mostka znajduje się słynna dziura, która wygląda, jakby została wybita młotkiem. Jak łatwo się domyślić, powstała ona przez lata używania kostki do gry, ale i przez to, że płyta wierzchnia to świerk sitkajski, czyli materiał wymagający pickguardu by przetrwał kilka dekad koncertowego traktowania. Jak opowiadali świadkowie, czasami widać było jak dosłownie z gitary leciały wióry, szczególnie podczas wykonywania żwawego utworu “Bloody Mary Morning”.

### Albumy studyjne
| Rok  | Album                                                                           | Pozycja w zestawieniu | Pozycja w zestawieniu | Pozycja w zestawieniu | Pozycja w zestawieniu | Pozycja w zestawieniu | Szczególne osiągi | Szczególne osiągi |
| Rok  | Album                                                                           | US Country            | US                    | CAN Country           | CAN                   | NOR                   | USA               | CAN               |
| ---- | ------------------------------------------------------------------------------- | --------------------- | --------------------- | --------------------- | --------------------- | --------------------- | ----------------- | ----------------- |
| 1962 | And Then I Wrote                                                                | –                     | –                     | –                     | –                     | –                     | –                 | –                 |
| 1963 | Here’s Willie Nelson                                                            | –                     | –                     | –                     | –                     | –                     | –                 | –                 |
| 1965 | Country Willie – His Own Songs                                                  | 14                    | –                     | –                     | –                     | –                     | –                 | –                 |
| 1966 | Country Favorites – Willie Nelson Style                                         | 9                     | –                     | –                     | –                     | –                     | –                 | –                 |
| 1967 | Make Way for Willie Nelson                                                      | 7                     | –                     | –                     | –                     | –                     | –                 | –                 |
| 1967 | „The Party’s Over” and Other Great Willie Nelson Songs                          | 9                     | –                     | –                     | –                     | –                     | –                 | –                 |
| 1968 | Texas in My Soul                                                                | –                     | –                     | –                     | –                     | –                     | –                 | –                 |
| 1969 | Good Times                                                                      | 29                    | –                     | –                     | –                     | –                     | –                 | –                 |
| 1969 | My Own Peculiar Way                                                             | 39                    | –                     | –                     | –                     | –                     | –                 | –                 |
| 1970 | Both Sides Now                                                                  | –                     | –                     | –                     | –                     | –                     | –                 | –                 |
| 1970 | Laying My Burdens Down                                                          | –                     | –                     | –                     | –                     | –                     | –                 | –                 |
| 1971 | Willie Nelson and Family                                                        | 43                    | –                     | –                     | –                     | –                     | –                 | –                 |
| 1971 | Yesterday's Wine                                                                | –                     | –                     | –                     | –                     | –                     | –                 | –                 |
| 1972 | The Words Don't Fit the Picture                                                 | –                     | –                     | –                     | –                     | –                     | –                 | –                 |
| 1972 | The Willie Way                                                                  | 34                    | –                     | –                     | –                     | –                     | –                 | –                 |
| 1973 | Shotgun Willie                                                                  | 41                    | –                     | –                     | –                     | –                     | –                 | –                 |
| 1974 | Phases and Stages                                                               | 34                    | 187                   | –                     | –                     | –                     | –                 | –                 |
| 1975 | Red Headed Stranger                                                             | 1                     | 28                    | 7                     | 90                    | –                     | 2x Multi-Platyna  | Złoto             |
| 1976 | The Sound in Your Mind                                                          | 1                     | 48                    | –                     | –                     | –                     | Platyna           | –                 |
| 1976 | The Longhorn Jamboree Presents: Willie Nelson & His Friends                     | 41                    | –                     | –                     | –                     | –                     | –                 | –                 |
| 1976 | Troublemaker                                                                    | 1                     | 60                    | –                     | –                     | –                     | Złoto             | –                 |
| 1977 | Willie – Before His Time                                                        | 3                     | 78                    | –                     | –                     | –                     | –                 | –                 |
| 1977 | To Lefty From Willie                                                            | 2                     | 91                    | –                     | –                     | –                     | –                 | –                 |
| 1978 | Stardust                                                                        | 1                     | 30                    | 1                     | 28                    | –                     | 5x Multi-Platyna  | 2x Platyna        |
| 1978 | Face of a Fighter                                                               | 42                    | –                     | –                     | –                     | –                     | –                 | –                 |
| 1979 | One for the Road (z Leonem Russellem)                                           | 3                     | 25                    | 1                     | 28                    | –                     | Złoto             | Złoto             |
| 1979 | Sings Kristofferson                                                             | 5                     | 42                    | 1                     | 64                    | –                     | Platyna           | Złoto             |
| 1979 | Pretty Paper                                                                    | 11                    | 73                    | –                     | –                     | –                     | Platyna           | Złoto             |
| 1980 | San Antonio Rose (z Rayem Price)                                                | 3                     | 70                    | 1                     | –                     | –                     | Złoto             | –                 |
| 1980 | Family Bible                                                                    | 26                    | –                     | –                     | –                     | –                     | –                 | –                 |
| 1981 | Somewhere Over the Rainbow                                                      | 1                     | 31                    | –                     | 23                    | –                     | Platyna           | –                 |
| 1982 | Always on My Mind                                                               | 1                     | 2                     | –                     | 20                    | –                     | 4x Multi-Platyna  | 2x Platyna        |
| 1982 | Old Friends (z Rogerem Millerem)                                                | –                     | –                     | –                     | –                     | –                     | –                 | –                 |
| 1982 | In the Jailhouse Now (z Webbem Pierce)                                          | –                     | –                     | –                     | –                     | –                     | –                 | –                 |
| 1982 | WWII (z Waylonem Jenningsem)                                                    | 3                     | 57                    | –                     | –                     | –                     | Złoto             | –                 |
| 1983 | Pancho & Lefty (with Merlem Haggardem)                                          | 1                     | 37                    | –                     | –                     | –                     | Platyna           | Złoto             |
| 1983 | Take It to the Limit (z Waylonem Jenningsem)                                    | 3                     | 182                   | –                     | –                     | –                     | Złoto             | –                 |
| 1983 | Tougher Than Leather                                                            | 4                     | 39                    | –                     | 48                    | –                     | –                 | –                 |
| 1983 | Without a Song                                                                  | 3                     | 54                    | 2                     | 35                    | –                     | Platyna           | –                 |
| 1984 | City of New Orleans                                                             | 1                     | 162                   | 24                    | 62                    | –                     | Platyna           | Złoto             |
| 1984 | Angel Eyes                                                                      | –                     | –                     | –                     | –                     | –                     | –                 | –                 |
| 1985 | Me and Paul                                                                     | 3                     | 152                   | –                     | –                     | –                     | –                 | –                 |
| 1985 | Funny How Time Slips Away (z Faronem Youngiem)                                  | –                     | –                     | –                     | –                     | –                     | –                 | –                 |
| 1985 | Brand on My Heart (z Hankiem Snow)                                              | –                     | –                     | –                     | –                     | –                     | –                 | –                 |
| 1986 | Partners                                                                        | 13                    | –                     | –                     | –                     | –                     | –                 | –                 |
| 1986 | The Promiseland                                                                 | 1                     | –                     | –                     | –                     | –                     | –                 | –                 |
| 1987 | Island in the Sea                                                               | 14                    | –                     | –                     | –                     | –                     | –                 | –                 |
| 1987 | Seashores of Old Mexico (z Merlem Haggardem)                                    | 31                    | –                     | –                     | –                     | –                     | –                 | –                 |
| 1988 | What a Wonderful World                                                          | 6                     | –                     | –                     | –                     | –                     | –                 | –                 |
| 1989 | A Horse Called Music                                                            | 2                     | –                     | –                     | –                     | –                     | –                 | –                 |
| 1990 | Born for Trouble                                                                | 31                    | –                     | –                     | –                     | –                     | –                 | –                 |
| 1991 | Clean Shirt (z Waylonem Jenningsem)                                             | 29                    | 193                   | –                     | –                     | –                     | –                 | –                 |
| 1992 | The IRS Tapes: Who'll Buy My Memories?                                          | –                     | –                     | –                     | –                     | –                     | –                 | –                 |
| 1993 | Across the Borderline                                                           | 15                    | 75                    | 5                     | –                     | 4                     | –                 | –                 |
| 1994 | Six Hours at Pedernales                                                         | –                     | –                     | –                     | –                     | –                     | –                 | –                 |
| 1994 | Moonlight Becomes You                                                           | 37                    | –                     | 14                    | –                     | –                     | –                 | –                 |
| 1994 | Healing Hands of Time                                                           | 17                    | 103                   | 15                    | –                     | –                     | –                 | –                 |
| 1995 | Just One Love                                                                   | –                     | –                     | –                     | –                     | –                     | –                 | –                 |
| 1995 | Augusta                                                                         | –                     | –                     | –                     | –                     | –                     | –                 | –                 |
| 1996 | Willie Standard Time                                                            | –                     | –                     | –                     | –                     | –                     | –                 | –                 |
| 1996 | Spirit                                                                          | 20                    | 132                   | 4                     | –                     | –                     | –                 | –                 |
| 1996 | How Great Thou Art                                                              | –                     | –                     | –                     | –                     | –                     | –                 | –                 |
| 1997 | Hill Country Christmas (z Bobbie Nelson)                                        | 60                    | –                     | –                     | –                     | –                     | –                 | –                 |
| 1998 | Teatro                                                                          | 17                    | 104                   | 15                    | –                     | –                     | –                 | –                 |
| 1999 | Night and Day                                                                   | –                     | –                     | –                     | –                     | –                     | –                 | –                 |
| 2000 | Tales Out of Luck (Me and the Drummer)                                          | –                     | –                     | –                     | –                     | –                     | –                 | –                 |
| 2000 | Milk Cow Blues                                                                  | –                     | 83                    | 9                     | –                     | –                     | –                 | –                 |
| 2001 | Rainbow Connection                                                              | 52                    | –                     | –                     | –                     | –                     | –                 | –                 |
| 2002 | The Great Divide                                                                | 5                     | 43                    | –                     | –                     | 23                    | –                 | –                 |
| 2002 | The Eyes of Texas                                                               | –                     | –                     | –                     | –                     | –                     | –                 | –                 |
| 2003 | Run That by Me One More Time (z Rayem Price)                                    | 62                    | –                     | –                     | –                     | –                     | –                 | –                 |
| 2003 | Crazy: The Demo Sessions                                                        | 32                    | –                     | –                     | –                     | –                     | –                 | –                 |
| 2004 | It Always Will Be                                                               | 12                    | 75                    | –                     | –                     | –                     | –                 | –                 |
| 2004 | Nacogdoches                                                                     | –                     | –                     | –                     | –                     | –                     | –                 | –                 |
| 2005 | Countryman                                                                      | 6                     | 46                    | 12                    | –                     | –                     | –                 | –                 |
| 2006 | Songbird                                                                        | 19                    | 87                    | –                     | –                     | –                     | –                 | –                 |
| 2006 | You Don't Know Me: The Songs of Cindy Walker                                    | 24                    | 114                   | –                     | –                     | –                     | –                 | –                 |
| 2007 | Last of the Breed                                                               | 7                     | 64                    | –                     | –                     | –                     | –                 | –                 |
| 2007 | It's Magic                                                                      | –                     | –                     | –                     | –                     | –                     | –                 | –                 |
| 2008 | Moment of Forever                                                               | 8                     | 56                    | –                     | –                     | –                     | –                 | –                 |
| 2009 | Willie and the Wheel (z Asleep at the Wheel)                                    | 13                    | 90                    | –                     | –                     | –                     | –                 | –                 |
| 2009 | American Classic                                                                | 14                    | 43                    | 4                     | 19                    | –                     | –                 | –                 |
| 2010 | Country Music                                                                   | 4                     | 20                    | –                     | –                     | –                     | –                 | –                 |
| 2011 | Remember Me, Vol. 1                                                             | 40                    | –                     | –                     | –                     | –                     | –                 | –                 |
| 2012 | Heroes                                                                          | 4                     | 18                    | –                     | –                     | –                     | –                 | –                 |
| 2013 | Let's Face the Music and Dance                                                  | 16                    | 49                    | –                     | –                     | –                     | –                 | –                 |
| 2013 | To All the Girls...                                                             | 2                     | 9                     | –                     | 21                    | –                     | –                 | –                 |
| 2014 | Band of Brothers                                                                | 1                     | 5                     | –                     | –                     | –                     | –                 | –                 |
| 2014 | December Day: Willie's Stash, Vol. 1 (z Bobbie Nelson)                          | 26                    | –                     | –                     | –                     | –                     | –                 | –                 |
| 2015 | Django & Jimmie (z Merlem Haggardem)                                            | 1                     | 7                     | –                     | –                     | –                     | –                 | –                 |
| 2016 | Summertime: Willie Nelson Sings Gershwin                                        | –                     | 40                    | –                     | –                     | –                     | –                 | –                 |
| 2016 | For the Good Times: A Tribute to Ray Price                                      | 5                     | 84                    | –                     | –                     | –                     | –                 | –                 |
| 2017 | God's Problem Child                                                             | 1                     | 10                    | –                     | 30                    | –                     | –                 | –                 |
| 2017 | Willie and the Boys: Willie's Stash, Vol. 2 (Lukasem Nelsonem i Micah Nelsonem) | 19                    | 134                   | –                     | –                     | –                     | –                 | –                 |
| 2018 | Last Man Standing                                                               | 3                     | 14                    | –                     | 52                    | –                     | –                 | –                 |
| 2018 | My Way                                                                          | –                     | 36                    | –                     | –                     | –                     | –                 | –                 |
| 2019 | Ride Me Back Home                                                               | 2                     | 18                    | –                     | –                     | –                     | –                 | –                 |
| 2020 | First Rose of Spring                                                            | 5                     | 49                    | –                     | –                     | –                     | –                 | –                 |
| 2021 | That's Life                                                                     | –                     | 58                    | –                     | –                     | –                     | –                 | –                 |
| 2021 | The Willie Nelson Family                                                        | –                     | –                     | –                     | –                     | –                     | –                 | –                 |
| 2022 | A Beautiful Time                                                                | 13                    | 100                   | –                     | –                     | –                     | –                 | –                 |
| 2023 | I Don't Know a Thing About Love                                                 | –                     | –                     | –                     | –                     | –                     | –                 | –                 |
| 2023 | Bluegrass                                                                       | –                     | –                     | –                     | –                     | –                     | –                 | –                 |
| 2024 | The Border                                                                      | 50                    | –                     | –                     | –                     | –                     | –                 | –                 |
| 2024 | Last Leaf on the Tree                                                           | 40                    | –                     | –                     | –                     | –                     | –                 | –                 |
| 2025 | Oh What a Beautiful World                                                       | –                     | –                     | –                     | –                     | –                     | –                 | –                 |

### Albumy koncertowe
| Rok  | Album                                                   | Pozycja w zestawieniu | Pozycja w zestawieniu | Pozycja w zestawieniu | Pozycja w zestawieniu | Szczególne osiągi | Szczególne osiągi |
| Rok  | Album                                                   | US Country            | US                    | CAN Country           | CAN                   | USA               | CAN               |
| ---- | ------------------------------------------------------- | --------------------- | --------------------- | --------------------- | --------------------- | ----------------- | ----------------- |
| 1966 | Country Music Concert                                   | 32                    | –                     | –                     | –                     | –                 | –                 |
| 1976 | Willie Nelson Live                                      | 5                     | –                     | –                     | –                     | –                 | –                 |
| 1978 | Willie and Family Live                                  | 1                     | 32                    | 1                     | 35                    | 4x Multi-Platyna  | Złoto             |
| 1984 | Willie Nelson Live at Budokan                           | –                     | –                     | –                     | –                     | –                 | –                 |
| 1998 | VH1 Storytellers (z Johnnym Cashem)                     | 25                    | 56                    | –                     | –                     | –                 | –                 |
| 2002 | All of Me – Live in Concert                             | –                     | –                     | –                     | –                     | –                 | –                 |
| 2002 | Willie Nelson & Friends - Stars & Guitars               | 18                    | 133                   | –                     | –                     | –                 | –                 |
| 2003 | Live and Kickin                                         | 4                     | 42                    | –                     | –                     | –                 | –                 |
| 2004 | Live at Billy Bob’s Texas                               | 27                    | 168                   | –                     | –                     | –                 | –                 |
| 2004 | Outlaws and Angels                                      | 10                    | 69                    | –                     | –                     | –                 | –                 |
| 2005 | Songs for Tsunami Relief: Austin to South Asia          | 57                    | –                     | –                     | –                     | –                 | –                 |
| 2006 | Live from Austin, TX                                    | –                     | –                     | –                     | –                     | –                 | –                 |
| 2008 | Two Men with the Blues (z Wyntonem Marsalisem)          | –                     | 20                    | –                     | –                     | –                 | –                 |
| 2011 | Here We Go Again: Celebrating the Genius of Ray Charles | –                     | –                     | –                     | –                     | –                 | –                 |
| 2013 | Willie Nelson & Friends - Live at Third Man Records     | –                     | –                     | –                     | –                     | –                 | –                 |